# Green Lantern (film)
Green Lantern – amerykański film fabularny, w reżyserii Martina Campbella, w oparciu o postaci występujące w komiksach wydawnictwa DC Comics. Film powstał na podstawie komiksu o tym samym tytule w technologii 3D. Green Lantern miał premierę 17 czerwca 2011.

## Fabuła
Hal Jordan, pilot w zakładach Ferris, otrzymał od umierającego kosmity zielony pierścień. Jego przeznaczeniem stała się ochrona mieszkańców kosmosu razem z „Korpusem Zielonych Latarni”, który od stuleci pilnuje porządku w całym wszechświecie. Hal, który dopiero jest rekrutem w szeregach Zielonych Latarni, okazuje się być jedynym, który może stawić czoła Parallaxowi.

## Obsada

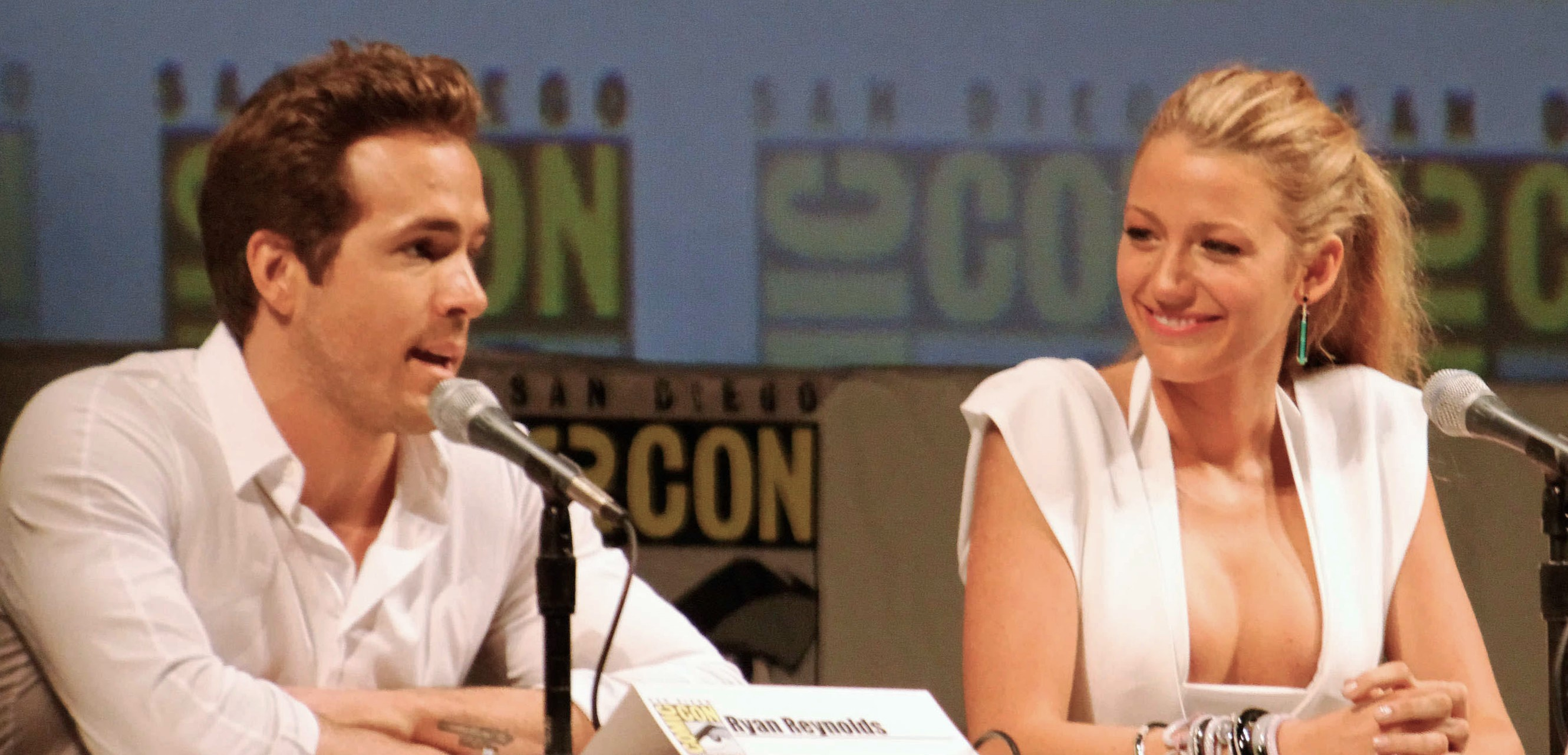
Reynolds i Lively na San Diego Comic-Conie

- Ryan Reynolds – Hal Jordan / Zielona Latarnia
- Blake Lively – Carol Ferris
- Mark Strong – Sinestro
- Tim Robbins – Senator Hammond
- Peter Sarsgaard – Hector Hammond
- Angela Bassett – Dr Amanda Waller
- Temuera Morrison – Abin Sur
- Jay O. Sanders – Carl Ferris
- Mike Doyle – Jack Jordan

## Soundtrack
Ścieżka dźwiękowa ukazała się w sklepach 14 czerwca 2011 roku, została skomponowana przez Jamesa Newtona Howarda, który pracował także nad innymi filmami Warner Bros opartymi na komiksach DC Comics – Batman: Początek i Mroczny rycerz z Hansem Zimmerem. Ścieżka dźwiękowa została wydana przez Watertower Music.
| Nr | Tytuł                        | Długość |  | Nr | Tytuł                                    | Długość |
| -- | ---------------------------- | ------- |  | -- | ---------------------------------------- | ------- |
| 1  | Prologue/Parallax Unbound    | 3:09    |  | 10 | We're Going to Fly Now                   | 1:53    |
| 2  | Abin Sur Attacked            | 1:08    |  | 11 | You Reek of Fear                         | 2:13    |
| 3  | Carol Scolds Hal             | 1:21    |  | 12 | The Origin of Parallax                   | 3:25    |
| 4  | Drone Dogfight               | 3:15    |  | 13 | Run                                      | 5:30    |
| 5  | Did Adam Put You Up to This? | 2:25    |  | 14 | You Have to Be Chosen                    | 7:29    |
| 6  | The Ring Chose Hal           | 2:34    |  | 15 | Hector's Analysis                        | 1:06    |
| 7  | Genesis of Good and Evil     | 2:35    |  | 16 | Hal Battles Parallax                     | 7:19    |
| 8  | The Induction Process        | 3:05    |  | 17 | The Corps                                | 2:19    |
| 9  | Welcome to Oa                | 1:42    |  | 18 | Green Lantern Oath (Feat. Ryan Reynolds) | 0:19    |

## Sequel
Reżyser Martin Campbell potwierdził możliwość nakręcenia trylogii opartej na historii Green Lantern. W czerwcu 2010 Warner Bros zatrudnił Grega Berlantiego, Michaela Greena i Marca Guggenheima, aby pracowali nad scenariuszem Green Lantern, a w sierpniu 2010 zatrudniono Michaela Goldenberga do napisania scenariusza do sequelu pierwszej części filmu. Warner Bros ze względu na złe wyniki finansowe zrezygnował z kręcenia sequelu.